# De Beaufort Spontin
De Beaufort Spontin is een oude familie die tot de Belgische adel behoort en waarvan de familie-oudste de titel hertog draagt alsmede de titel markies Spontin en het predicaat Zijne Doorluchtige Hoogheid.

## Geschiedenis
Het middelpunt van de familie was het Kasteel van Spontin. Tussen 1266 en 1284 zou Pierre de Beaufort, uit de omgeving van Hoei, de hoofdtoren gebouwd hebben, de kern van de toekomstige burcht. In 1288 nam zijn zoon Willem (Guillaume), bijgenaamd "de Ardenner", deel aan de Slag bij Woeringen. Zijn dapperheid in deze slag werd door de weliswaar verslagen Hendrik VII van Luxemburg beloond: hij kreeg het leengoed van Spontin. 
Frédéric (Friedrich) Auguste Alexandre hertog de Beaufort Spontin (1751-1817) werd op 20 februari 1816 bij KB benoemd in de Ridderschap van Namen waardoor hij en zijn nageslacht gingen behoren tot de adel van het Verenigd Koninkrijk der Nederlanden, met de titel van hertog de Beaufort Spontin en markies van Spontin bij eerstgeboorte; de overige familieleden verkregen de titel van graaf/gravin. In 1878 werden aan zijn zoon Alfred hertog de Beaufort Spontin (1816-1878) in Oostenrijk de titels van hertog en vorst en het predicaat Durchlaucht toegekend, alles bij eerstgeboorte.

## Enkele telgen

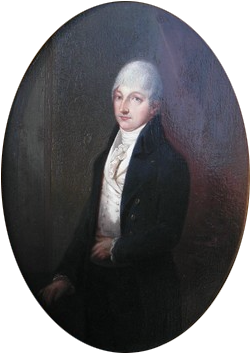
Frédéric de Beaufort-Spontin

Frédéric Auguste Alexandre (1751-1817), hertog de Beaufort Spontin, 1e hertog van Beaufort Spontin, markies de Spontin
- Louis Ladislas Frédéric († 1834), 2e hertog van Beaufort Spontin
- Karl Alfred August Konstantin (1816-1888), 3e hertog en 1e vorst van Beaufort Spontin
  - Friedrich Georg Maria Anton Michael (1843-1916), 4e hertog en 2e vorst van Beaufort Spontin
    - Dr. Heinrich Maria Eugen (1880-1966), 5e hertog en 3e vorst van Beaufort Spontin, kamerheer van de keizer van Oostenrijk
      - Friedrich Josef Karl Maria Dominikus (1916-1998), 6e hertog en 4e vorst van Beaufort Spontin
        - Z.D.H. prof. dr. Friedrich Christian Albrecht (1944), 7e hertog en 5e vorst van Beaufort Spontin, markies van Spontin, radioloog; hij is met zijn broer het enige mannelijke lid van de familie; zij hebben beiden twee dochters zodat deze familie op uitsterven staat
          - Elisabeth gravin de Beaufort Spontin (1982); trouwde in 2011 met Z.D.H. Aloys prins von Schönburg-Hartenstein (1982), telg uit het hoogadellijke geslacht Schönburg

        - Dr. Christian Friedrich Walter graaf de Beaufort Spontin (1947), conservator Kunsthistorisch museum van Wenen; hij trouwde in 1975 met Eva Horzetzky Edle von Hornthal (1948); hij trouwde in 2003 met prof. dr. Sylvia Ferino-Pagden (1946), hoogleraar aan de Universiteit van Cambridge
          - Marie-Louise Gabrielle Stefanie Irmgard Alexandra Emanuelle Theodora-Bonifatius gravin de Beaufort Spontin (1977), actrice; trouwde in 2013 met jhr. James Loudon (1973), telg uit het Nederlandse adelsgeslacht Loudon